# Club alpin du Canada
Le Club alpin du Canada (CAC) ou Alpine Club of Canada (ACC) est une organisation d'alpinisme basée à Canmore dans la province de l'Alberta au Canada.

## Historique

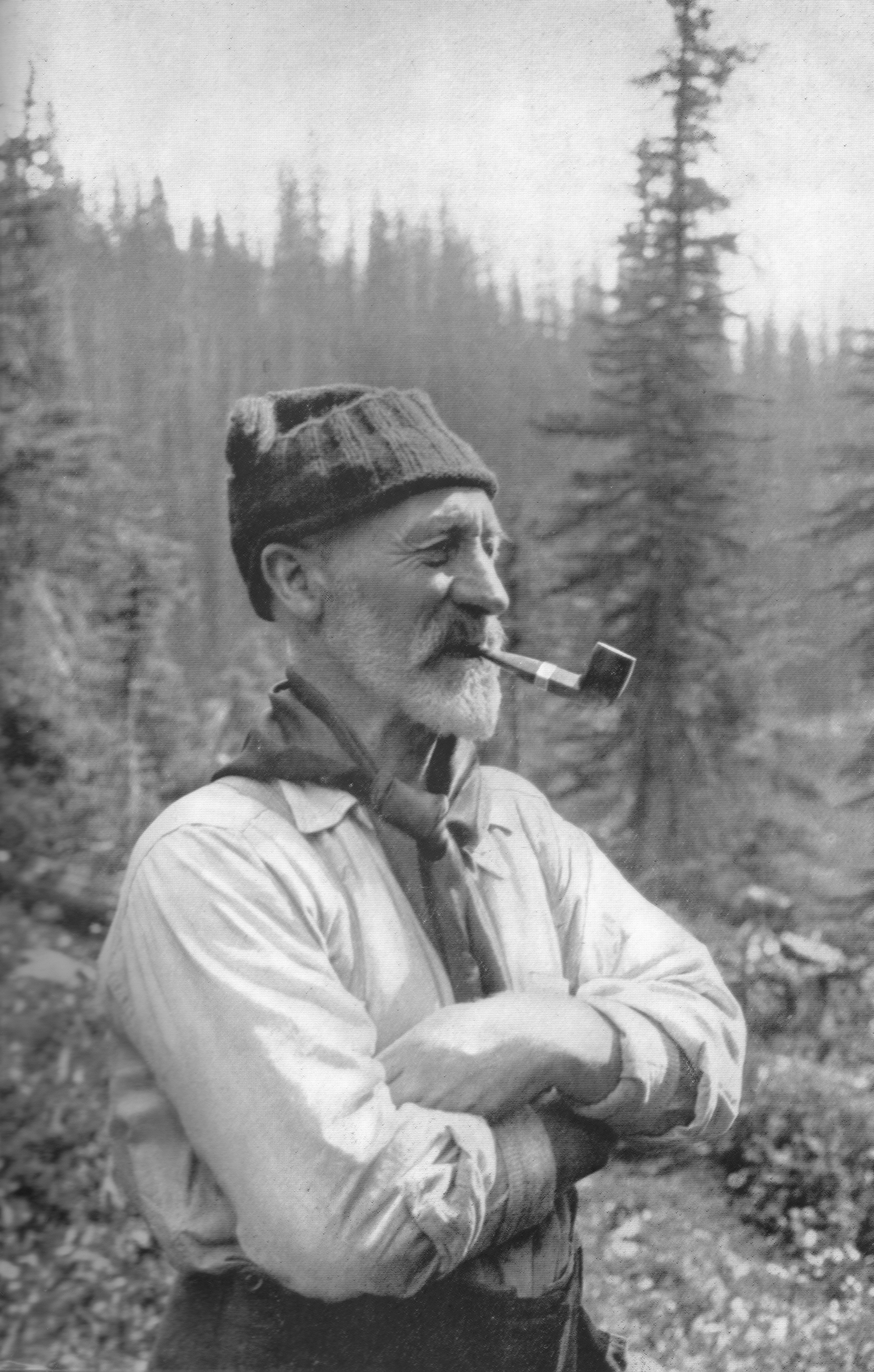
Arthur Oliver Wheeler.

Le club alpin du Canada a été le principal centre du développement de l'alpinisme canadien depuis sa création en 1906. Le club fut cofondé par Arthur Oliver Wheeler, qui en fut le premier président, et Elizabeth Parker, une journaliste au Manitoba Free Press. Le club est l'organisation principale pour l'alpinisme et l'escalade au Canada.
Le club regroupe un ensemble de sections régionales à travers le pays. Ces sections régionales offrent une communauté locale aux passionnés d'alpinisme dans diverses villes et régions du pays.
Le club est membre de l'Union internationale des associations d'alpinisme (UIAA), il offre des aventures de montagne en toutes saisons et maintient un système de refuges, principalement dans les Rocheuses canadiennes.